# Savojaure
Savojaure är en sjö i Gällivare kommun i Lappland och ingår i Kalixälvens huvudavrinningsområde. Sjön har en area på 0,309 kvadratkilometer och ligger 793 meter över havet. Sjön avvattnas av vattendraget Savojåkka.

## Delavrinningsområde
Savojaure ingår i det delavrinningsområde (752633-162228) som SMHI kallar för Mynnar i Ladtjojåkka. Medelhöjden är 1 005 meter över havet och ytan är 41,34 kvadratkilometer. Det finns inga avrinningsområden uppströms utan avrinningsområdet är högsta punkten. Savojåkka som avvattnar avrinningsområdet har biflödesordning 4, vilket innebär att vattnet flödar genom totalt 4 vattendrag innan det når havet efter 397 kilometer. Avrinningsområdet består mestadels av kalfjäll (98 procent). Avrinningsområdet har 0,44 kvadratkilometer vattenytor vilket ger det en sjöprocent på 1,1 procent.